# Keos (Comic)
Keos ist ein frankobelgischer Comic. Im Mittelpunkt der Abenteuerserie steht der junge Prinz Keos am Hof des Pharaos Merenptah, der sich nicht nur den Intrigen des Hohepriesters Roy entgegenstellt, sondern auch den Auszug der Israeliten unter Mose miterlebt.
Jacques Martin gab 1990 vorläufig die Arbeit an Jhen nach sechs Alben auf und entwickelte zusammen mit seinem Zeichner eine neue historische Serie. Zunächst gab es keinen festen Verlag. Während Osiris (1992) noch bei Bagheera erschien, wurde Die Kobra (1993) von Hélyode veröffentlicht. Erst als Casterman die bisherigen Alben übernahm, kam auch Das goldene Kalb (1999) heraus, welches bereits fünf Jahre zuvor fertiggestellt wurde. Eine kleinformatige Gesamtausgabe erschien 2009.
Casterman war auch für die deutsche Ausgabe verantwortlich und gab 2001 alle drei Alben heraus.

## Alben
- 1. Osiris (1992)
- 2. Die Kobra (1993)
- 3. Das goldene Kalb (1999)